# Тайна мироздания
«Mysterium Cosmographicum» (с лат. — «Тайна мироздания») — книга немецкого астронома Иоганна Кеплера, изданная в 1596 году в Тюбингене (второе издание — 1621 год).
Эта книга — первый опубликованный труд Кеплера, в котором он развивает гелиоцентрическую систему мира Коперника, описывая модель мира с позиций сакральной геометрии, с помощью системы платоновых тел. Кеплер предположил, что соотношения размеров орбит шести планет Солнечной системы, известных к тому времени, описываются системой вписанных друг в друга правильных многогранников. В схеме Кеплера каждый правильный многогранник имеет вписанную (внутреннюю) сферу, касающуюся центров каждой грани, и описанную (внешнюю) сферу, проходящую через все вершины, причём центр у этих сфер общий, и в нём находится Солнце. При этом в сферу орбиты Сатурна вписан куб, в куб вписана сфера Юпитера, в которую, в свою очередь, вписан тетраэдр, и далее друг в друга последовательно вписываются сферы Марса — додекаэдр, сфера Земли — икосаэдр, сфера Венеры — октаэдр и сфера Меркурия.
В этой искусственной конструкции совпадение реальных размеров орбит планет с моделью Кеплера было не совсем точным, особенно много хлопот доставила Кеплеру сфера Меркурия, которую в конце концов пришлось вписать в октаэдр так, чтобы она касалась не граней, а середины рёбер последнего. Расхождения между теорией и эмпирическими данными Кеплер первоначально объяснял тем, что реальные планетные сферы имеют некоторую «толщину». В то же время он не оставлял попыток построения более точной модели мироздания, что и привело его в конечном счёте к открытию законов движения планет.
На русский язык эта книга Кеплера никогда не переводилась, в 1981 году появился её перевод на английский язык с параллельным оригинальным текстом и предисловием известного историка науки Бернарда Коэна.

## Теологические и философские основы труда

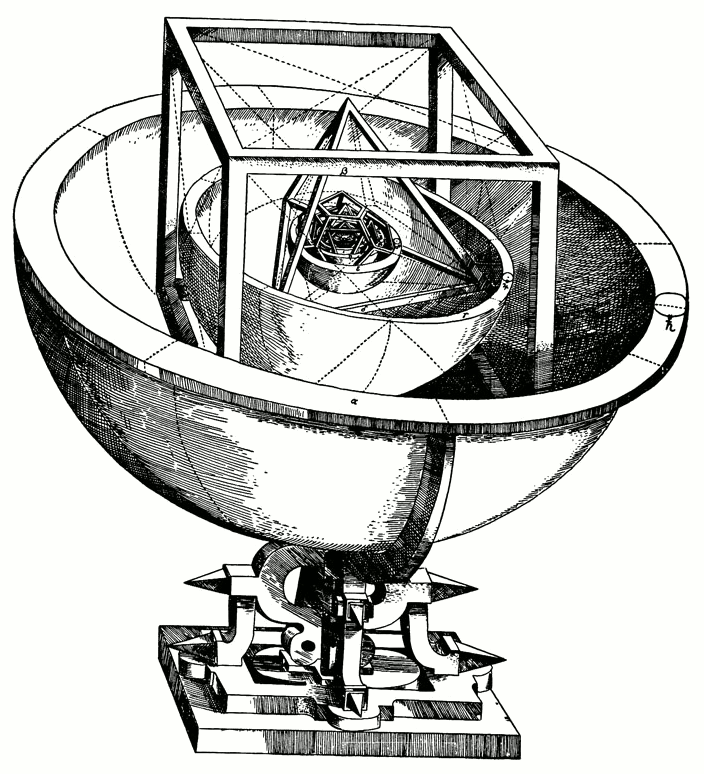
Модель Солнечной системы из книги

И. Кеплер был убеждённым сторонником гелиоцентрической системы мира, причём убеждённость основывалась на его религиозных представлениях: Вселенная воплощала в себе образ Бога, при этом Солнце соответствовало Богу-Отцу, сфера звёзд — Богу-Сыну и промежуточное пространство — Святому Духу. Книга Кеплера представляет собой попытку «состыковать» идею гелиоцентризма с библейскими текстами.
При поддержке своего наставника, профессора Тюбингенского университета Михаэля Мёстлина, Кеплер получил разрешение от сената университета опубликовать свой труд, с соответствующим экзегетическим комментарием и приложением простого и понятного описания системы Коперника, а также новых идей самого Кеплера. Книга была издана в конце 1596 года, после чего Кеплер начал рассылать экземпляры книги известным астрономам того времени, а также влиятельным людям, что создало ему репутацию высококвалифицированного астронома.
После дальнейших открытий Кеплера этот труд утратил своё первоначальное значение (в частности, орбиты планет оказались не круговыми); тем не менее в наличие скрытой математической гармонии Вселенной Кеплер верил до конца жизни и в 1621 году переиздал «Тайну мироздания», внеся в неё многочисленные изменения и дополнения, накопленные за 25 лет наблюдений.

## Неоплатонизм
Mysterium Cosmographicum представлял собой важный шаг в развитии концепции гелиоцентрической системы мира, изложенной Николаем Коперником в его труде «О вращении небесных сфер». Коперник в своём труде ещё прибегал к аппарату, использованному Птолемеем для описания геоцентрической системы мира (в частности, системы эпициклов и деферентов), чтобы объяснить изменение орбитальной скорости планет, а также продолжал использовать в качестве точки отсчета центр земной орбиты, а не Солнце. По оценкам историков науки, современная астрономия многим обязана «Mysterium Cosmographicum», так как представляет собой первый шаг в очищении системы Коперника от остатков теории Птолемея, всё ещё цепляющихся за неё. Когда речь идёт о геометрии Вселенной, Кеплер стоит на позициях неоплатонизма. Структура мироздания, описываемая через систему правильных многогранников, используется Кеплером в качестве телеологического аргумента. Кеплер постулирует существование и необходимость Бога-Творца, в качестве «действующей первопричины».

## Реакция на труд в научном сообществе
Среди откликов на публикацию Mysterium Cosmographicum был отзыв датского астронома Тихо Браге, который счёл подход Кеплера интересным, но требующим верификации, которая может быть осуществлена только на основе наблюдений Браге, выполненных за последние 30 лет. Кеплер обратился к Т. Браге в начале 1600 года с просьбой предоставить ему эти данные наблюдений, но Браге предоставил ему только данные наблюдений Марса.

## В массовой культуре

Памятная монета 2002 года

Изображение И. Кеплера с моделью мира из Mysterium Cosmographicum размещено на памятной серебряной монете Австрии 2002 года достоинством 10 евро.